# Somalia
La Somalia (in somalo 𐒈𐒝𐒑𐒛𐒐𐒘𐒕𐒖, "Soomaaliya"; in arabo الصومال‎?, al-Sūmāl), ufficialmente Repubblica Federale di Somalia (in somalo Jamhuuriyadda Federaalka Soomaaliya; in arabo جمهورية الصومال الفدرالية, Jumhūriyyat aṣ-Ṣūmāl al-Fideraaliya), è uno Stato dell'Africa orientale situato nel Corno d'Africa, con capitale Mogadiscio.
Il nome attuale in italiano della Somalia, in passato nota come "Penisola dei Somali" o "Paese dei Somali", fu dato dall'esploratore italiano Luigi Robecchi Bricchetti, primo europeo a visitare estensivamente la regione del Corno d'Africa denominata Benadir.
Confina con Gibuti a nord, con l'Etiopia a ovest e con il Kenya a sudovest; si affaccia a nord sul golfo di Aden e a est sull'Oceano Indiano. Ha la linea di costa più lunga di tutto il continente e ha un territorio prevalentemente composto da altopiani e pianure. Il clima è perlopiù arido lungo tutto l'anno, con periodici venti monsonici e piogge irregolari.
Anticamente, la Somalia fu un importante centro commerciale con il resto del mondo antico e, secondo molti studiosi, potrebbe essere l'ubicazione più probabile del leggendario Paese di Punt. Nel corso del tempo fu denominata in svariati modi, gli antichi Egizi la chiamavano "Punt" (egiziano: pwnt; secondo letture alternative da parte di egittologi invece pwene(t)), per gli antichi Greci aveva più di un nome, la chiamavano Barbaria (il nome si riferiva al litorale della regione del Nordest Africa, corrispondente agli odierni Sudan, Eritrea, Gibuti e Somalia), e Macrobia (Μακροβίοι), quest’ultimo era il nome usato da Erodoto, ed esso deriva dal nome dei suoi abitanti che erano considerati un popolo leggendario che si trovava all’estremo sud del mondo (dal punto di vista dei Greci), gli antichi Romani invece la chiamavano Regio Aromatica, mentre il nome datogli dagli antichi Arabi era bilad-al-Barbar, nome che si pensa sia stato influenzato da quello datogli dai Greci. Lungo il medioevo, i flussi commerciali della regione vennero dominati da vari sultanati somali, fra cui quelli degli Agiuran, Adal, Uarsangheli e Gheledi. Nel tardo XIX secolo i britannici e gli italiani acquisirono il controllo di parte della costa somala, portando alla creazione dei protettorati della Somalia britannica (nord) e della Somalia italiana (centro e sud).
Il controllo sulla parte interna dei territori fu però consolidato solo lungo gli anni 1920. Nel 1936, la Somalia italiana fu fatta confluire nell'Africa Orientale Italiana. Amministrativamente rimase tale fino al 1941, quando passò sotto il controllo militare britannico. Dopo la seconda guerra mondiale, il nord del paese rimase protettorato britannico, mentre la restante parte fu affidata a una amministrazione fiduciaria italiana. Nel 1960, le due regioni furono unite nella Repubblica Somala. Nel 1969, il maggiore Mohammed Siad Barre portò a termine un colpo di Stato e si insediò come presidente-dittatore instaurando la Repubblica Democratica Somala, rimanendo in carica fino allo scoppio della guerra civile (26 gennaio 1991).
Da allora, nonostante numerosi tentativi, nessuna autorità o fazione è riuscita a imporre il proprio controllo su tutto il Paese. La Somalia è stata governata da una pluralità di entità statali più o meno autonome, che esercitano ciascuna un diverso grado di controllo del territorio. Anche per questo motivo la Somalia è stata considerata uno "Stato fallito" ed è ancora oggi uno degli Stati più poveri e violenti del mondo. In assenza di un governo centrale, l'amministrazione della giustizia è regredita a livello locale, con l'utilizzo di istituti civili, religiosi islamici oppure consuetudinari, mentre l'economia si mantiene a livelli informali, basati sull'allevamento del bestiame, sulle rimesse degli emigrati, e sulle telecomunicazioni. Tali condizioni rimangono anche dopo la creazione di un Governo centrale a partire dal 2012.
Dal 2011 sono state riaperte le ambasciate di Turchia, Gibuti, Kenya, Iran, Regno Unito, Italia e ONU. Prova del miglioramento della sicurezza in Somalia è la visita del segretario generale dell'ONU Ban Ki-moon nel dicembre 2011.
Nell'agosto 2012 è stata istituita la Repubblica Federale della Somalia, con 5 Stati federali.
Nel settembre 2012, fu eletto presidente Hassan Sheikh Mohamoud e successivamente il ministro degli affari esteri Fowsiyo Yusuf Haji Adan ha invitato i Paesi occidentali a investire nel Paese, riuscendo nel 2013 a stipulare accordi con Emirati Arabi e Cina. Nel 2017 fu eletto presidente Mohamed Farmajo e nel 2022 è stato rieletto Hassan Sheikh Mohamoud.

## Storia

### Preistoria

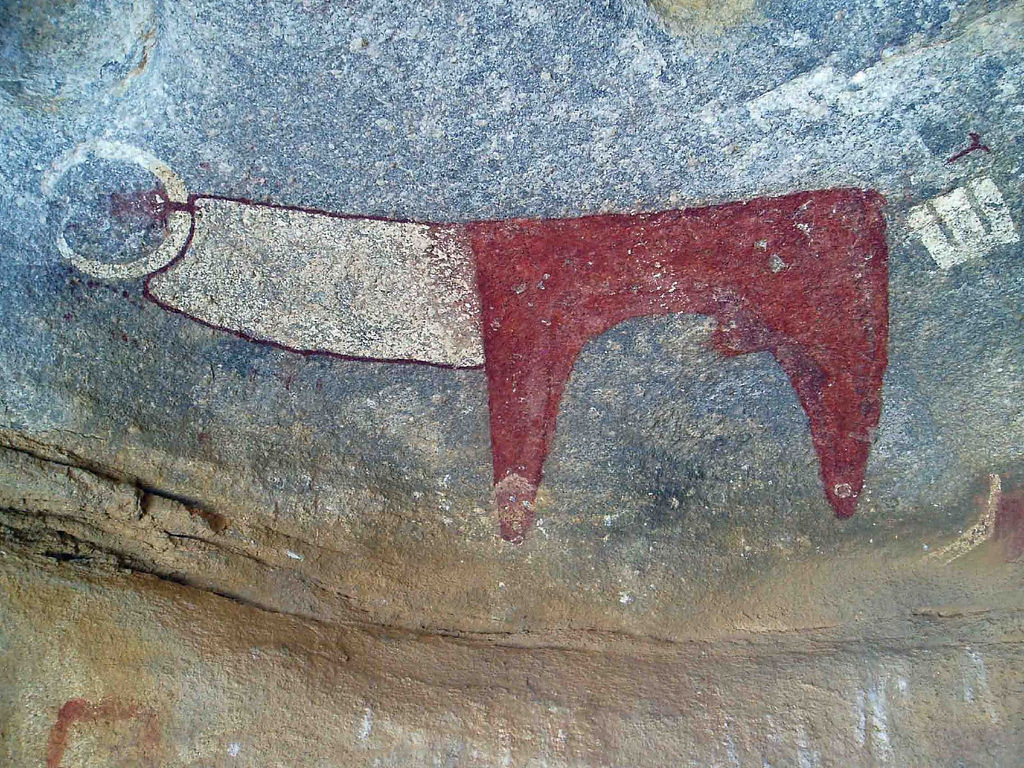
Un esempio di pittura rupestre del complesso di Laas Gaal.

Le prime testimonianze di insediamenti umani in Somalia risalgono al Paleolitico: esempi di pittura rupestre risalenti al IX millennio a.C. sono stati ritrovati nella parte settentrionale del paese. I più famosi sono quelli ritrovati a Laas Gaal, dove si trovano alcune fra le più antiche testimonianze del continente africano, fra cui alcune iscrizioni non ancora decifrate. Durante l'età della pietra, si registrano varie testimonianze di più culture, fra cui la comunità di Hargheisa (perlopiù autoctona) e quella di Doia (probabilmente proveniente dal Nordafrica).
Sempre nel paese sono state rintracciate le prime testimonianze, risalenti al IV millennio a.C., di sepoltura nel Corno d'Africa. Gli utensili in pietra trovati nel sito archeologico di Jalelo, nel nord della Somalia, sono stati definiti "il più importante collegamento, considerando tutto il Paleolitico, fra Oriente e Occidente".

### Dall'antichità fino all'età classica

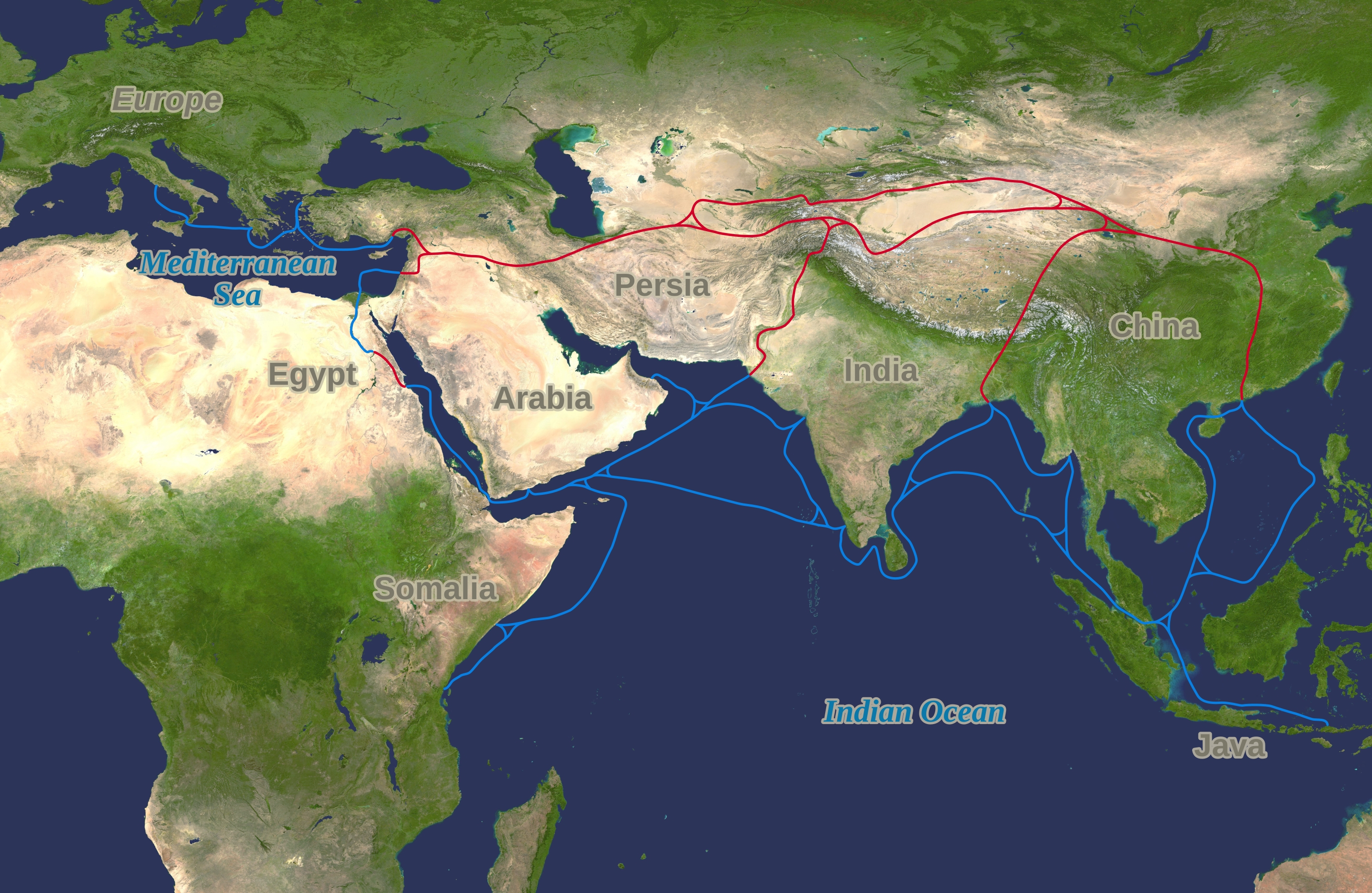
La Somalia era una delle tappe della via della seta che collegava l'Europa meridionale alla Cina.

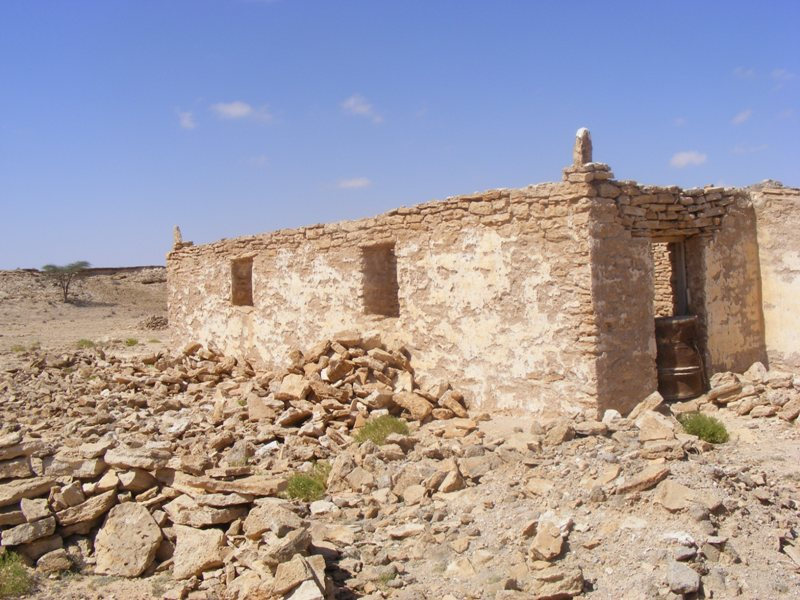
Le rovine di Qa'ableh.

Ci sono varie testimonianze di edifici e altre costruzioni (strutture piramidali, tombe, rovine di città e muri di pietra), fra cui il Muro di Wargaade, che evidenziano l'esistenza di una civiltà piuttosto avanzata nella penisola somala (probabilmente riconducibile al leggendario Paese di Punt), la cui scrittura resta ancora oggi non decifrata e che a partire perlomeno dal II millennio a.C. aveva rapporti commerciali con l'antico Egitto e la civiltà micenea.
I commercianti di Punt "commerciavano non solo la propria produzione di incenso, ebano e bovini dalle corna corte, ma anche merci delle regioni confinanti, compreso oro, avorio e pelli animali". Si ha inoltre testimonianza dell'addomesticamento del dromedario durante il III millennio a.C., da cui poi si è diffuso nell'antico Egitto e poi nel Nordafrica. Nel periodo classico, le città-Stato di Mosylon, Opone, Malao, Mundus, Sarapion, Avaliti, Isis, Essina, Tabae, Nikon svilupparono una lucrosa rete commerciale con i mercanti di Fenicia, Egitto, Grecia, Partia, Saba, Nabatea e Impero romano.
Dopo la conquista della Nabatea da parte dei Romani e l'instaurazione di una presenza navale a Aden per combattere la pirateria, i mercanti arabi e somali impedirono alle navi indiane di entrare nei porti della penisola arabica, mantenendo così il monopolio della tratta Mar Rosso-Mar Mediterraneo. Tuttavia, i mercanti indiani continuavano ad avere libero accesso ai porti somali, liberi dalle interferenze romane.
Per secoli la cannella fu fra le merci più importate da Sri Lanka e Indonesia verso i porti arabi e somali, i cui mercanti poi la esportavano verso il Nordafrica, il Vicino Oriente e l'Europa con fortissimi ricarichi (concordati con i loro colleghi indiani e cinesi). La provenienza della spezia fu uno dei segreti meglio tenuti dai mercanti, al punto che Greci e Romani pensavano che provenisse dall'Arabia e dalla Somalia.

### Dalla nascita dell'Islam alla fine del Medioevo

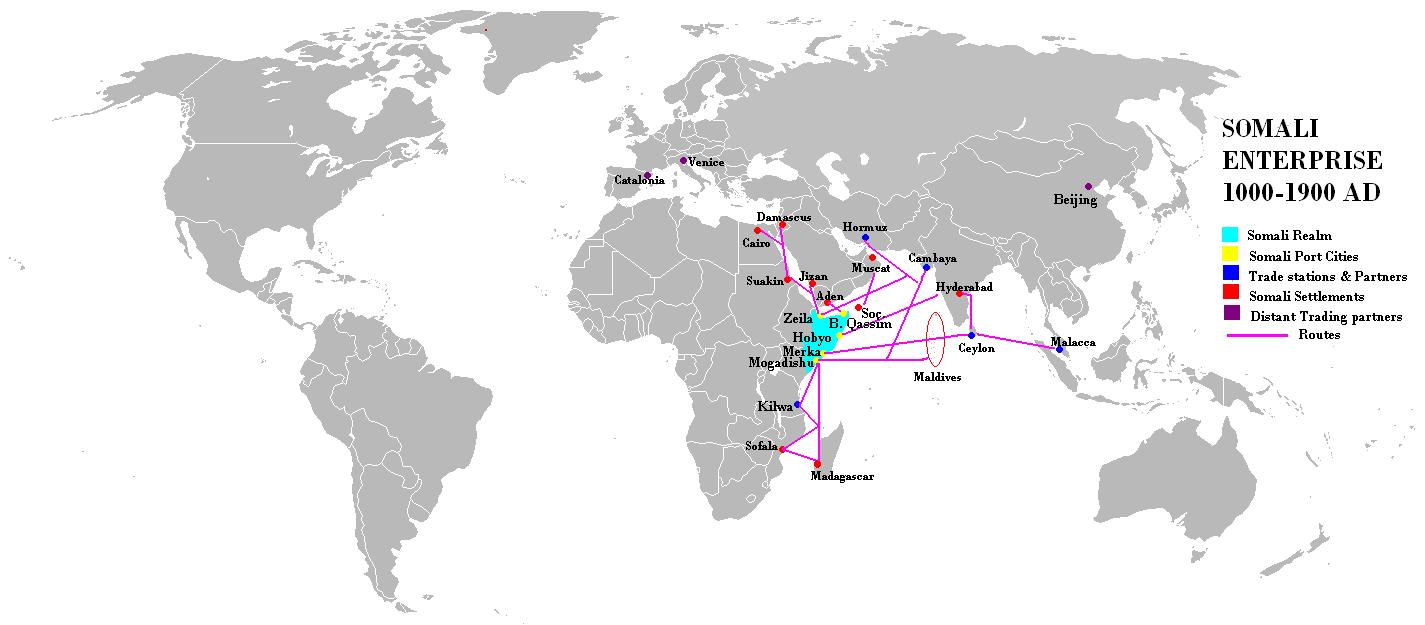
Spedizioni marittime somale tra l XI e il XIX secolo

Alcuni popoli arabi provarono ad appropriarsi del territorio: i primi Arabi giunsero nel Corno d'Africa nel VII secolo, allora sotto l'influenza del Regno di Axum. Un hadith di Maometto ricorda l'evento, vietando ai musulmani di attaccare il regno di Axum perché aveva dato rifugio ai primi convertiti all'islam fuggiti da La Mecca. Nel corso del VII secolo gli Arabi fondarono molte colonie nell'attuale Somalia, come la città di Zeila nell'odierno Somaliland, che divenne capitale di un sultanato a partire dall'VIII secolo. Secondo altri studi, soltanto a partire dal IX secolo l'emiro di Zeila ottenne il sopravvento sul Sultanato di Ifat.
Secondo la descrizione del geografo arabo al-Ya'qubi, il sultanato era esteso nell'VIII secolo lungo tutta la costa dell'attuale Somalia settentrionale, mentre gli scali commerciali arabi di Mogadiscio, Merca e Brava pur intrattenendo relazioni con esso si governavano autonomamente come città stato marinare.
A partire dal tredicesimo secolo Somali e pastori nomadi stabilitisi nel nord del Corno d'Africa, cominciarono a emigrare in direzione dell'attuale regione della Somalia. Prima i Galla, pastori e agricoltori, avevano iniziato la loro migrazione dall'Ogaden e l'Abissinia. Tutti questi popoli si installarono definitivamente sul territorio.
Nel XIV secolo le città arabe della costa di Benadir si unirono in un'entità statuale distinta, il sultanato di Mogadiscio, che diventò lo scalo principale dei mercanti Arabi, e commerciava anche con i popoli cuscitici dell'entroterra, cioè gli Oromo e gli Afar.
In questo periodo il sultano di Adal, la cui residenza era allora Zeila, attaccò il negus Amda Seyon I, espandendosi nel Corno d'Africa. Successivamente nel 1415 il sultano di Adal Sa'ad ad-Din II fu attaccato e sconfitto dal negus Yeshaq I, che fece comporre una canzone per commemorare la propria vittoria e il proprio dominio sulla regione di Somali. Il nome Somali compare per la prima volta in luogo del precedente nome di Punt.
La regione del Giuba e del Uebi Scebeli, nell'attuale Somalia, fu parte integrante del Sultanato di Agiuran per tutto il Medioevo e fino alla fine del XVII secolo.

### Il periodo coloniale

Le cinque punte della stella centrale della bandiera della Somalia rappresentano le cinque zone dove vivono i Somali

Il sultanato di Agiuran nel sud e quello di Adal nel nord contrastarono con successo i tentativi di colonizzazione dell'Impero portoghese, giovandosi anche della protezione militare del califfo ottomano e successivamente del sultano dell'Oman.
Nel XIX secolo nacque nell'attuale Tanzania il sultanato di Zanzibar, che non giunse mai a impadronirsi delle coste somale, in quanto al suo apogeo il sultano di Zanzibar dominava una parte rilevante della costa orientale africana, nota come Zanj, comprendente Mombasa e Dar es Salaam, e le rotte commerciali che si estendevano molto all'interno dell'Africa, come Kindu sul fiume Congo: nel novembre 1886, una commissione anglo-tedesca fissò i confini in una striscia larga dieci miglia nautiche (19 km) lungo la costa da Capo Delgado (nell'odierno Mozambico) a Kipini (ora in Kenya), che includeva tutte le isole e parecchie città in quella che oggi è la Tanzania. A nord di esso, nei territori del dissolto sultanato Agiuran, si era formato il sultanato Geledi.
Dal 1887 al 1892 tutti questi possedimenti di terraferma furono progressivamente perduti a vantaggio delle potenze coloniali del Regno Unito, della Francia e dell'Italia, sebbene alcune non furono formalmente vendute o cedute fino al XX secolo (Mogadiscio agli italiani nel 1905 e Mombasa ai britannici nel 1963). Molti somali si dispersero nel territorio, specialmente in prossimità dell'Abissinia.
L'anno 1884 pose fine a un lungo periodo di pace. Con la Conferenza di Berlino, iniziò una lunga lotta sanguinosa in cui tre stati si contendevano la Somalia. L'Italia, la Gran Bretagna e la Francia si spartirono il suo territorio nel tardo XIX secolo.

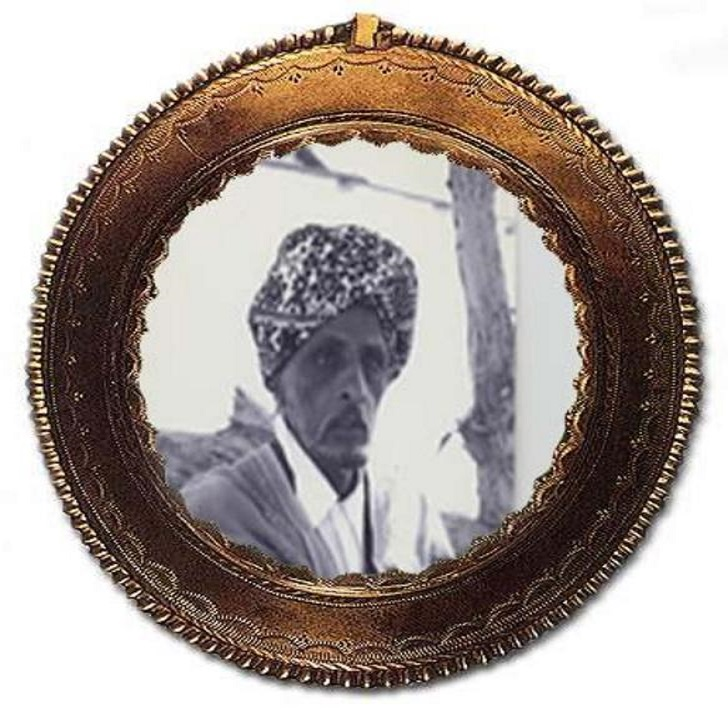
Il sultano Mohamoud Ali Shire, leader anti-imperialista del Sultanato degli Uarsangheli, che fu esiliato dai britannici alle Seychelles

I britannici stabilirono il protettorato della Somalia britannica nel 1886 dopo la ritirata dell'Egitto e il trattato con la cabila Uarsangheli. L'Egitto tentava di impedire l'espansione coloniale europea nell'Africa nordorientale. L'area meridionale, occupata dall'Italia nel 1892, divenne nota come Somalia italiana. La parte più settentrionale del territorio fu data alla Francia, che stabilì la Somalia francese, costituita dai territori di Afars e Issas. La guerra di resistenza dello Stato dei dervisci contro inglesi e italiani (1898-1920) fu guidata dal poeta, studioso e politico somalo Mohammed Abdullah Hassan. La guerra terminò con il bombardamento da parte della RAF del forte di Sayid, che causò una grande perdita di militari e civili somali.
Il 2 ottobre 1869 il governo italiano, guidato dal presidente Luigi Federico Menabrea, stipulò un trattato segreto per comprare terreno sulle coste dell'Africa, allo scopo di promuovere il colonialismo italiano. Nel 1885 venne stipulato il primo accordo tra il sultano di Zanzibar e l'Italia per ottenere un protettorato sulla Somalia; in realtà l'Italia aveva iniziato ad acquisire il controllo di varie parti della Somalia dal 1880 con alle spalle una controversa situazione internazionale, dove alcuni stati sostenevano questo genere di politica estera. Dal 1869 esistevano territori italiani privati di società genovesi, poi ceduti allo stato italiano, nella vicina Eritrea. Tutta l'area si trovava contesa tra Inghilterra, Italia e Francia.

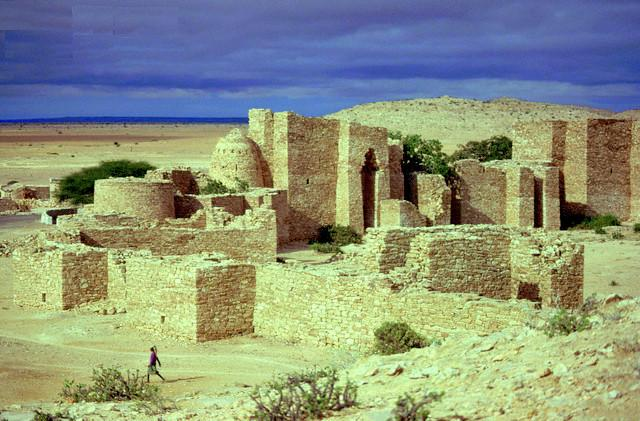
Taleex è stata la capitale dello Stato dei dervisci di Mohammed Abdullah Hassan

Quando l'Egitto si ritirò dal Corno d'Africa nel corso del 1884, i diplomatici italiani stipularono un accordo con la Gran Bretagna per l'occupazione del porto di Massaua - che assieme ad Assab formò i cosiddetti possedimenti italiani nel Mar Rosso, dal 1890 denominati Colonia Eritrea - ritenuto dal governo italiano un eccellente punto di partenza per una futura espansione della colonia con la progettata conquista dell'intero Corno d'Africa.
I britannici stabilirono il Protettorato della Somalia britannica, futuro Somaliland, nel 1886, dopo la ritirata egiziana e il trattato con il cabila Uarsangheli. L'area meridionale, occupata dall'Italia nel 1892, divenne conosciuta come Somalia italiana. La parte più settentrionale del territorio fu data alla Francia, che stabilì la Somalia francese, costituita dai territori di Afars e Issas.
Agli inizi degli anni 1880 questa zona era abitata da popolazioni etiopiche, dancali, somale e oromo autonome o sottoposte a diversi dominatori: gli egiziani lungo le coste del Mar Rosso, sultani (tra cui Harar, Obbia, Zanzibar), emiri e capi tribali, mentre l'Etiopia, era retta dal Negus Neghesti (Re dei Re) Giovanni IV, con la presenza di un secondo Negus (Re) nei territori del sud: Menelik.
Il Regno d'Italia cominciò a penetrare nell'area somala negli anni ottanta dell'Ottocento, fino alla creazione di una vera e propria colonia.
Numerosi coloni italiani si radicarono nella Somalia italiana, specialmente nella capitale Mogadiscio, dove gli italo-somali erano 20.000 (su un totale di 50.000 abitanti) nel 1938. Negli anni trenta la Somalia ebbe un certo sviluppo economico, centrato sull'esportazione di banane e prodotti agricoli, grazie anche alla costruzione di strade carrozzabili e alle moderne infrastrutture di cui fu dotato il porto di Mogadiscio. La capitale Mogadiscio ebbe un notevole sviluppo urbano all'interno dell'Africa Orientale Italiana (A.O.I), inferiore solo a quello di Asmara; la città, capoluogo della Colonia, fu dotata infatti di strade asfaltate, fognature, uffici, palazzi, scuole e ospedali e fu progettata una sede per l'università.
Di questo periodo è la costruzione del villaggio-colonia agricola Duca degli Abruzzi, noto per le sue moderne tecniche d'irrigazione e coltivazione. Nel 1936, dopo la guerra d'Etiopia, la Somalia italiana entrò a fare parte dell'A.O.I. insieme all'Etiopia e all'Eritrea e le venne aggiunto l'Ogaden.
Nell'estate 1940, nel corso della seconda guerra mondiale, le truppe italiane occuparono la Somalia britannica e parte del Kenya vicino all'Oltregiuba. Questi territori furono annessi alla Somalia italiana, ingrandendola e ottenendo -anche se per pochi mesi- l'unione territoriale di tutti i Somali nella "Grande Somalia".
Nel 1941 la Somalia italiana fu occupata dalle truppe britanniche, che ne mantennero il controllo fino al novembre del 1949, quando le Nazioni Unite la affidarono alla Repubblica italiana istituendo l'Amministrazione fiduciaria italiana della Somalia (acronimo "A.F.I.S."), creata a partire dal 1º gennaio 1950 per preparare il Paese all'indipendenza.

### La Somalia indipendente

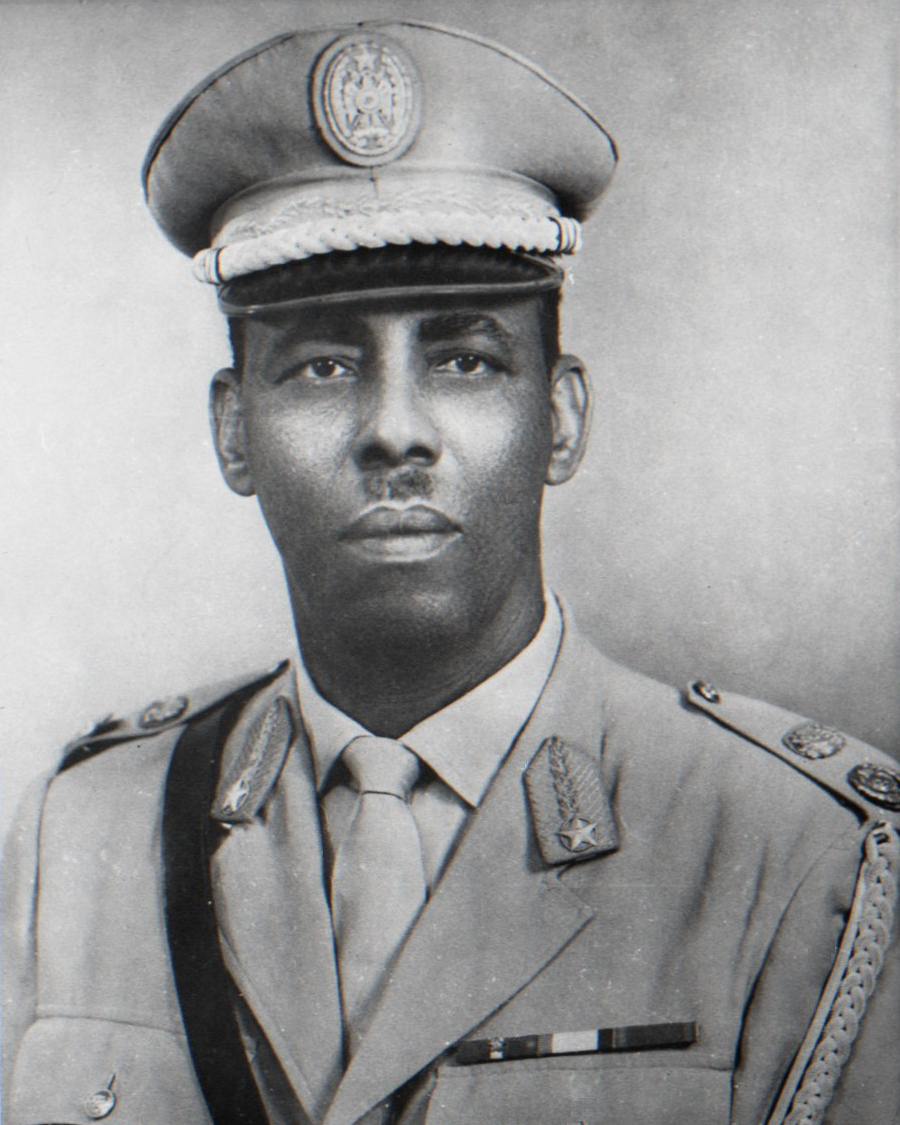
Siad Barre

Il 1º luglio 1960 la ex Somalia italiana (A.F.I.S.) e l'ex Somalia britannica (Stato del Somaliland) si unirono nella Repubblica Somala indipendente (mentre la Somalia francese divenne lo Stato indipendente di Gibuti nel 1977).
Nel 1969 un colpo di Stato militare, ai danni del presidente della repubblica Abdirashid Ali Shermarke, portò al potere il generale Siad Barre, che rinominò il paese in Repubblica Democratica Somala.
Nel 1964 e nel 1977 la Somalia combatté due guerre contro l'Etiopia per ragioni territoriali. Era infatti conteso il territorio dell'Ogaden, che era popolato da somali ma rimasto all'Etiopia in seguito alla divisione delle terre colonizzate effettuata dalla Gran Bretagna nella seconda metà dell'Ottocento. Il territorio di Ogaden è rimasto poi all'Etiopia e il dipartimento somalo ha successivamente deciso di abbandonarne la rivendicazione.
Successivamente alla sconfitta della Somalia nelle guerre dell'Ogaden, tra la fine degli anni 1970 e l'inizio degli anni 1980, iniziarono a formarsi organizzazioni di guerriglia ostili al regime di Barre, che portarono alla sua caduta nel 1991 e si trasformarono in una guerra civile per la sua successione.

### La guerra civile somala
La caduta di Siad Barre nel 1991 fu l'inizio della guerra civile tra i cosiddetti signori della guerra per il controllo della Somalia, in particolare nel sud, mentre il territorio settentrionale dell'ex Somaliland britannico annunciò la propria secessione. I caschi blu dell'ONU della missione Restore Hope giunsero nel Paese nel 1992, ma lo lasciarono nel 1995 ancora diviso tra molte fazioni. Gli sforzi diplomatici portarono negli anni seguenti all'Accordo fra ventisei fazioni (1997), alla Conferenza di pace di Gibuti (2000), alla Conferenza di pace di Mbagathi (2002) e alla Conferenza di pace in Kenya (2004), che vide anche la partecipazione della IGAD, organizzazione politico-commerciale dei paesi del Corno d'Africa. I signori della guerra si accordarono per formare un governo di transizione, con presidente ad interim Abdullahi Yusuf Ahmed e capo del governo Ali Mohamed Ghedi. Tuttavia di fatto ogni signore della guerra continuò a governare il proprio feudo in modo indipendente dal governo transitorio, mentre nel vuoto di potere causato da quindici anni di guerra civile crebbe il controllo del territorio da parte delle Corti islamiche locali, che nel frattempo si affiliarono alla rete di al Qaida.
Nel 2006 il governo provvisorio somalo fu costretto a scendere a patti con le corti islamiche, che controllavano di fatto ampie regioni tra cui la stessa Mogadiscio e minacciavano di espandersi verso le città di Baidoa, Gallacaio e le stesse regioni autonome del Somaliland e del Puntland, fino ad allora caratterizzate da maggiore stabilità. Il Consiglio di Sicurezza dell'ONU, con la risoluzione 1725/2006, revocò l'embargo delle armi al governo federale somalo, consentendone il riarmo per difendere il governo transitorio di Baidoa. La guerra civile vide così opporsi le milizie delle corti islamiche a quelle leali al governo transitorio di Baidoa, sostenute anche dall'Etiopia e dagli Stati Uniti nel contesto della guerra al terrorismo e ad Al Qaida. A seguito dell'intervento statunitense diversi signori della guerra entrarono a fare parte dell'esercito somalo.
Il primo ministro Ali Mohamed Ghedi si dimise a fine 2007, e il nuovo capo del governo Nur Hassan Hussein si insediò a Mogadiscio nel 2008, mentre una fazione moderata dell'Unione delle corti islamiche, costituitasi come partito politico nell'Alleanza per la Riliberazione della Somalia (ARS) sotto la guida di Sharif Sheikh Ahmed, stipulò con il governo di transizione un accordo di pace a Gibuti, che prevedeva il coinvolgimento nel governo anche degli esponenti più moderati delle corti islamiche. A seguito di ciò il presidente Abdullahi Yusuf Ahmed si dimise, e vi furono nuove elezioni presidenziali nel 2009 vinte dallo stesso Sharif Sheikh Ahmed, leader dell'ARS. Nel 2010 il mandato del Governo e del Parlamento, il cui termine era previsto nell'estate 2011, fu prolungato di un anno con l'accordo di Kampala, per potere dare avvio alle operazioni militari contro gli islamisti di Al-Shabaab, ancora in possesso delle città di Baidoa, Belet Uen e Afgoi, che furono infine conquistate dal governo somalo.

### La Repubblica Federale di Somalia
Il 1º agosto 2012 l'Assemblea Nazionale Costituente approvò la nuova Costituzione della Somalia, frutto dell'accordo tra il presidente Sharif Ahmed, il Primo Ministro Abdiweli Mohamed Ali, il Presidente del Parlamento Sharif Hassan Sheikh Aden, il Presidente del Puntland Abdirahman Mohamed Farole, il Presidente del Galmudugh Mohamed Ahmed Alim, e il rappresentante del movimento paramilitare sufi anti-Shabaab Ahlu Sunnah Wal Jama'a, Khalif Abdulkadir Noor. Nacque così la Repubblica Federale di Somalia. Alle elezioni presidenziali del 16 settembre 2012, fu eletto Hassan Sheikh Mohamud. Secondo l'ONU, alla fine del 2012, il governo centrale controllava circa l'85% del territorio nazionale, grazie anche al processo di ricostituzione della polizia e dell'esercito. Nel 2013 ripresero i colloqui di riconciliazione tra il governo centrale di Mogadiscio e quello della regione settentrionale del Somaliland, che rivendicava l'indipendenza dal 1991.
L’8 febbraio 2017 Mohamed Abdullahi Mohamed fu eletto dal parlamento alla presidenza dello Stato Federale e il successivo 16 febbraio si insediò ufficialmente nominando Hassan Ali Khayre a capo dell’esecutivo il 23 febbraio.
Il successivo processo elettorale si sarebbe inizialmente dovuto concludere nell'ottobre 2021 con le elezioni presidenziali e, tuttavia, è stato continuamente interrotto a causa di ritardi da parte degli Stati membri federali nell'elezione dei membri di entrambe le camere del parlamento federale della Somalia. Le elezioni presidenziali si sono tenute finalmente il 16 maggio 2022. Erano in corsa 39 candidati, tra cui il presidente uscente Mohamed Abdullahi Mohamed, noto come Farmajo. I candidati sono stati votati solo dai 329 grandi elettori, membri di entrambe le camere del Parlamento somalo. La vittoria è andata ad Hassan Sheikh Mohamud, già alla guida della Somalia dal 2012 al 2017.

## Geografia

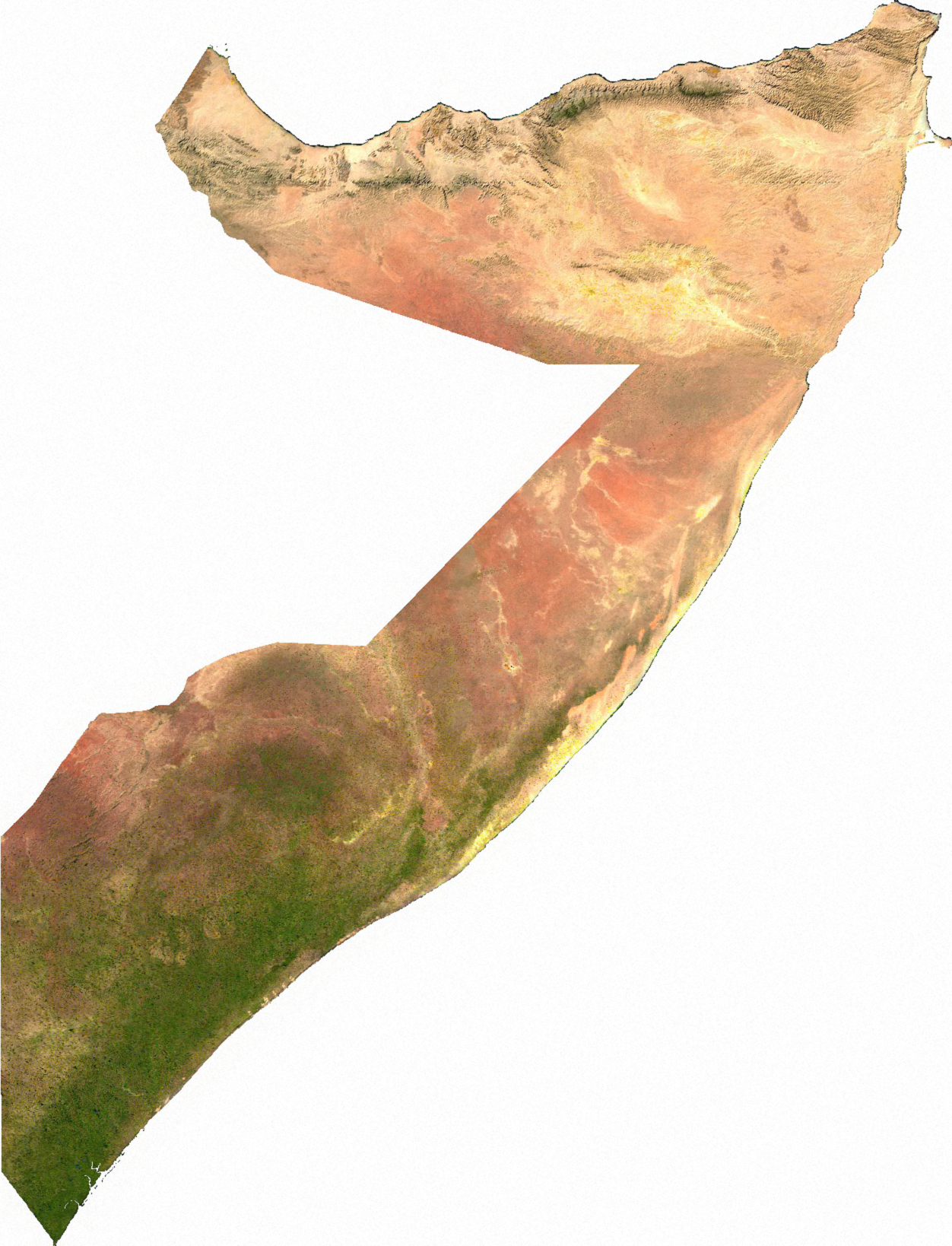
La Somalia dal satellite

La Somalia occupa l'estremità orientale del continente, che si protende con la penisola del Corno d'Africa tra il golfo di Aden a nord e l'oceano Indiano a est, e confina a nord-ovest con Gibuti, a ovest con l'Etiopia e a sud-ovest con il Kenya.

### Morfologia
Il territorio costituisce la frangia orientale dell'acrocoro etiopico; esso è formato infatti da una serie di tavolati inclinati verso sud-est, naturale continuazione del grande altopiano che si eleva a oriente della fossa tettonica galla-dancala. I rilievi che formano la costa del golfo di Aden continuano il bordo rilevato con cui l'altopiano si affaccia alla fossa dancala e recano le massime elevazioni (Surud Ad, 2408 m), che scendono al mare con una ripida scarpata fino al roccioso Capo Guardafui. Da questo bordo montuoso l'altopiano declina verso sud-est, trapassando nei tavolati dell'Ogaden e della Migiurtinia, i quali a loro volta si abbassano nel vasto penepiano del Mudugh e nella pianura costiera del Benadir, orlata da lunghi cordoni di dune che ostacolano il deflusso al mare dell'Uebi Scebeli, il massimo fiume somalo. Geologicamente questi bassipiani costituiscono un antico imbasamento di rocce cristalline che, in seguito a un abbassamento, furono invase dal mare e rivestite da coltri sedimentarie del Cenozoico e del Neozoico, sulle quali si sono poi sovrapposte le alluvioni dovute all'erosione superficiale. Si può pertanto dividere la Somalia in due grandi regioni naturali: quella settentrionale, caratterizzata da altopiani fortemente incisi e digradanti verso la costa dell'oceano, e quella meridionale, dove i bassi tavolati trapassano alle grandi pianure costiere.

### Idrografia
L'idrografia è piuttosto semplice: due grandi fiumi, l'Uebi Scebeli e il Giuba, discendono dal cuore dell'altopiano etiopico e scorrono quasi paralleli nelle pianure somale, dove il primo, che è il più ricco d'acque, è costretto dai cordoni di dune a seguire a breve distanza la linea di costa per confluire molto più a sud-ovest nel tratto finale del Giuba, dando luogo a paludi costiere. L'Uebi Scebeli è il maggior fiume dell'Africa orientale per lunghezza del corso e ampiezza del bacino. Le sue portate, come quelle del Giuba sono però discontinue nel corso dell'anno, con due stagioni di piena corrispondenti alle condizioni pluviometriche dell'altopiano etiopico. Le loro acque sono tuttavia di importanza fondamentale per l'agricoltura della Somalia. Grazie al prezioso apporto dei due fiumi, la «mesopotamia» somala è la regione più fertile e più densamente popolata del paese. Paralleli ai due fiumi maggiori scendono alle coste dell'oceano Indiano altri corsi d'acqua, che hanno un netto carattere torrentizio e sono privi di acque per la maggior parte dell'anno.

### Clima
Il clima risente della prossimità dell'equatore, che taglia l'estremo apice meridionale della Somalia, e della presenza della massa oceanica, che mitiga le temperature della fascia costiera e alimenta una circolazione atmosferica di tipo monsonico. Le temperature annue variano a Mogadiscio fra i 25 e i 27 °C, ma salgono verso l'interno oltre i 30 °C. Sull'altopiano settentrionale la temperatura è mitigata dall'altitudine. Le piogge sono assai scarse in tutto il territorio, generalmente inferiori ai 500 mm annui, e questo perché i monsoni spirano alternativamente in direzione parallela all'andamento della costa da nord-est a sud-ovest. Così il monsone di sud-ovest, che spira nella stagione estiva convogliando masse d'aria marittima, scarica rapidamente la sua umidità e apporta precipitazioni scarse, che vanno esaurendosi rapidamente verso nord-est. A sua volta il secco ma fresco monsone invernale, che spira dalla massa continentale asiatica si attenua verso sud, divenendo appena avvertibile a Mogadiscio. Estremamente arida è la Somalia settentrionale, con meno di 200 mm di precipitazioni annue, che scendono a meno di 100 mm lungo l'esile fascia costiera del golfo di Aden. La parte meridionale del paese è compresa fra le isoiete di 200 e 500 mm, con l'eccezione della regione fra i due fiumi maggiori, dove si superano di poco i 500 mm.

### Flora
La generale aridità del clima condiziona fortemente la vegetazione. Prevalgono i paesaggi della savana, con formazioni arboree xerofile, che sugli altopiani cedono il passo alle formazioni erbose tipiche delle steppe, mentre la foresta tropicale è limitata alle parti più umide della Somalia meridionale lungo il corso dei due fiumi maggiori (foreste a galleria). Tipiche sono alcune essenze aromatiche, come l'incenso e la mirra, insieme all'euforbia cactiforme e a essenze gommifere. Caratteristici ambienti umidi sono le paludi lungo la costa meridionale, parallelamente al basso corso dell'Uebi Scebeli.

## Popolazione

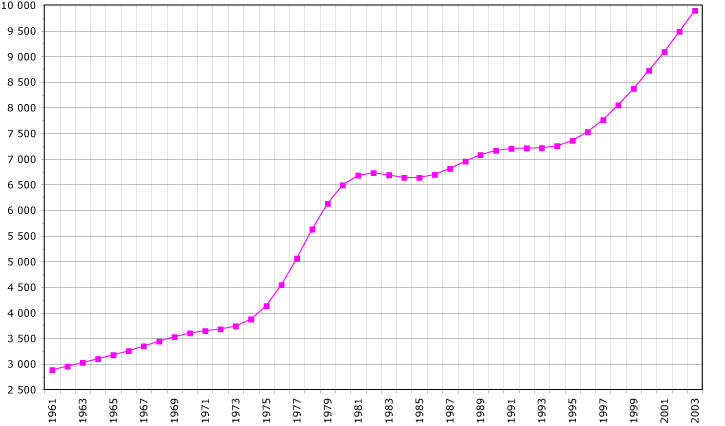
Crescita demografica della Somalia

La densità di popolazione della Somalia è di circa 16 ab/km².
La società è organizzata secondo il sistema delle tribù, spesso contrapposte le une alle altre ma al tempo stesso legate da un sentimento evidente di identità nazionale (o etnica). L'epoca post-coloniale ha tuttavia distrutto alcuni dei presupposti fondamentali della società tradizionale somala (per esempio il ruolo degli anziani come mediatori dei conflitti) ponendo numerosi problemi d'identità al popolo somalo, in bilico tra la modernità e il feudalesimo islamico.
Lo scoppio della guerra civile ha portato anche alla scomparsa, pressoché totale, degli italo-somali.
Anche a causa della guerra civile, la Somalia è terra di emigrazione, sia verso l'Europa che verso il Sudafrica. Alla fine del 2006 si sono registrati fenomeni di intolleranza nei confronti della comunità somala a Città del Capo.

### Etnie
Da un punto di vista etnico, il paese è ben omogeneo: ben l’85% della popolazione è costituita da somali. Gruppi etnici minori sono i bantu, gli arabi, gli yemeniti, gli indiani, i pachistani (in particolare provenienti dal Belucistan), i Bajuni (Swahili), Oromo, Abissini, Barwani (gruppo etnico derivante dal mix di somali, navigatori e soldati portoghesi, commercianti e rifugiati arabi, yemeniti, pakistani, indiani)

### Religione
La religione più diffusa è l'islam sunnita, con una percentuale di musulmani pari a oltre il 99%. I pochi cristiani somali sono per la maggior parte cattolici, ma vi sono anche appartenenti alla Chiesa ortodossa etiope.
La piccolissima Chiesa cattolica somala è costituita dalla diocesi di Mogadiscio.

### Lingue
La lingua ufficiale è il somalo, mentre l'arabo è stato scelto come lingua secondaria. L'italiano (vecchia lingua coloniale, ufficiale nel paese fino al 1963 e lingua ufficiale dell'Università nazionale somala fino al 1991) è tradizionalmente ritenuto lingua di rilievo, è conosciuto da parte della popolazione ed è usato a livello commerciale e amministrativo, sebbene la mancanza di programmi scolastici e di coordinamento con l'Italia (dallo scoppio della guerra civile) abbia fatto regredire la sua diffusione. Tuttavia, nel 2021 è stato stipulato un accordo fra i due governi per favorire il recupero e il consolidamento della conoscenza della lingua italiana in Somalia. Pochi mesi più tardi, nel gennaio del 2022, c'è stata anche la ripresa della sezione in lingua italiana del notiziario della locale Radio Mogadiscio. Infine, l'inglese è la lingua veicolare del paese ed è diffuso nell'ambito amministrativo.

## Ordinamento dello Stato

### Stati federati

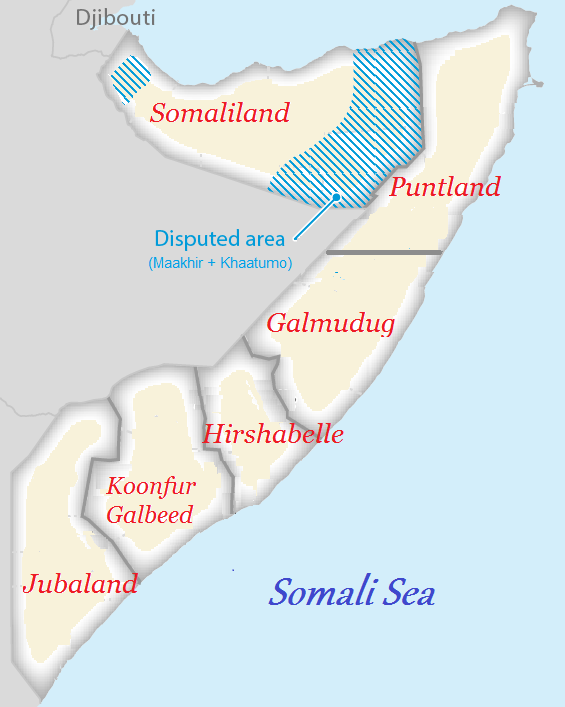
Stati federati della Somalia

Dal 2016, la Somalia è ufficialmente divisa in 6 Stati federati, di cui uno non riconosciuto:
- Somaliland, costituito dall'unione delle regioni settentrionali già parte della Somalia britannica, indipendente de facto dalla Somalia dal 18 maggio 1991, ma non riconosciuto come tale dalla Repubblica federale somala, né a livello internazionale;[3][61][62]
- Puntland, costituito dall'unione delle regioni nord-orientali di Bari e Nogal, dichiaratosi autonomo nel 1998[3][63];
- Galmudugh, costituito dall'unione delle regioni centro-settentrionali di Galgudud e Mudugh, dichiaratosi autonomo nel 2006;[64]
- Hirshabelle, costituito dall'unione delle regioni di Hiran e Medio Scebeli, contestualmente alla riforma delle entità amministrative della Repubblica federale somala nel 2016[60];
- Somalia sud-occidentale, dichiaratosi autonomo nel 2002, dal 2006 confluì nel Governo federale di transizione, ricostituito come parte della Repubblica federale somala nel 2014[65];
- Oltregiuba, costituito dall'unione delle regioni di Ghedo, Medio Giuba e Basso Giuba, dichiaratosi autonomo nel 2011[66];
- Mogadiscio, capitale federale.

Altri Stati federati non sono più esistenti:
- Khatumo, comprendente le regioni di Sool, Sanag e Ayn, fu dal 2012 al centro di una disputa territoriale fra Somaliland e Puntland;[67]
- Maakhir, dichiaratosi autonomo nel 2007, fu incorporato nel Puntland dal 2009;
- Northland, dichiaratosi autonomo nel 2008, fu incorporato nel Puntland dal 2009.

### Suddivisioni storiche e amministrative

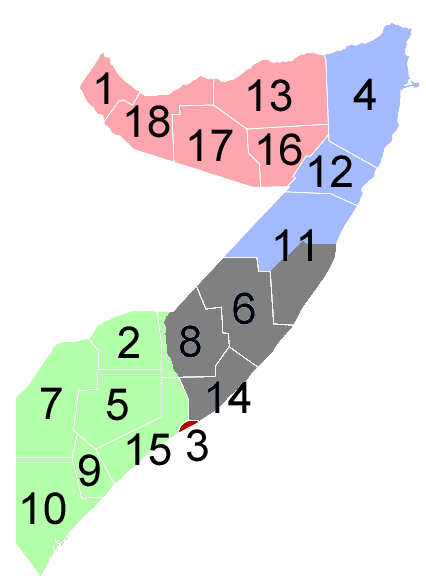
Regioni della Somalia

La Somalia è divisa in 18 regioni (gobol al singolare, gobollada al plurale), a loro volta suddivise in distretti.
1. Adal
2. Bacol
3. Benadir
4. Bari
5. Bai
6. Galgudud
7. Ghedo
8. Hiran
9. Medio Giuba
10. Basso Giuba
11. Mudugh
12. Nogal
13. Sanag
14. Medio Scebeli
15. Basso Scebeli
16. Sool
17. Tug Dair
18. Nordovest

### Istituzioni
La condizione di guerra civile del Paese impedisce di definirne in modo chiaro la struttura politica: le ultime elezioni regolari si sono tenute infatti nel 1984. Dopo la caduta e fuga di Barre (nel 1991), la Somalia è caduta nel caos ed è quasi sprovvista di un'autorità statale centrale.
Nel 2004 venne costituito il Governo federale di transizione somalo (TFG), istituzione piuttosto debole ma riconosciuta dalla comunità internazionale. Nel 2012 cessa il Governo Federale di transizione e viene formata la Repubblica Parlamentare Federale, governo che è tuttora impegnato nella lotta all'organizzazione terroristica islamista Al-Shabaab, che controlla vaste zone del sud del paese.
Al di là della suddivisione amministrativa in regioni dall'inizio della guerra civile si sono di fatto affermate, dato il caos venutosi a creare, varie entità statali che controllano vaste aree del paese. Si tratta di territori più o meno autonomi, generalmente chiamati Stati autonomi e composti da più regioni, tanto che si potrebbero definire delle macroregioni. La nascita di queste strutture ha evidenziato un processo di decentralizzazione che ha quasi disintegrato lo stato somalo e nei fatti sottratto ampie zone del paese al controllo del governo centrale.
Tutti gli attuali Stati si sono dichiarati soltanto autonomi dalla Somalia, di cui si considerano parte integrante, eccetto il Somaliland che invece ha dichiarato unilateralmente la propria indipendenza dalla Somalia nel 1991. Il Somaliland non ha mai ottenuto alcun riconoscimento internazionale ed è ufficialmente solo uno Stato autonomo, ma intrattiene dei contatti politici con Regno Unito, Ruanda, Norvegia, Etiopia, Kenya, l'Irlanda e l'Unione Europea (il 17 gennaio 2007 ha inviato una delegazione per gli affari africani per discutere su una futura cooperazione tra UE e Somaliland).
Il paese dal 1986 è membro dell'Autorità intergovernativa per lo sviluppo, organizzazione politico-commerciale formata dai paesi del Corno d'Africa.

### Costituzione
La Costituzione della Somalia (astuurka Jamhuuriyadda Federaalka Soomaaliya)) risale al 1º agosto 2012.

### Ordinamento scolastico e università
Formalmente, la scuola dell'obbligo dura fino a 14 anni. La povertà e l'insicurezza sociale impediscono la messa in atto concreta di questo obbligo, a eccezione di alcune zone urbane. Nelle poche scuole insieme al somalo si insegna anche l'italiano, fino al 2002 nell'Università di Mogadiscio i documenti erano quasi totalmente in italiano.
Università:

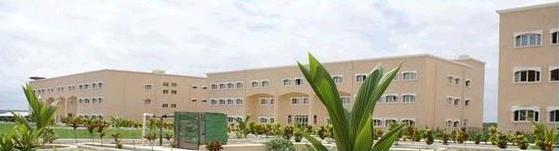
Il nuovo campus della Università di Mogadiscio a Mogadiscio.

- Università degli Studi di Mogadiscio (Jaamacadda Muqdisho)
- Università nazionale somala, istituita nel 1969

### Sistema sanitario
Il sistema sanitario pubblico è completamente distrutto; la maggior parte delle strutture esistenti sono operate da volontari di ONG straniere.

## Forze armate
Le Forze armate della Somalia sono gestite dal Ministero della Difesa e sono costituite da 4 rami: Esercito, Aeronautica, Marina e Polizia. La Giornata delle Forze Armate ricorre annualmente il 12 aprile, per commemorare la fondazione delle Forze armate nazionali avvenuta nel 1960.
Le regioni del Somaliland e del Puntland, tuttavia, mantengono ancora oggi le proprie forze armate e di polizia, nate durante la guerra civile.
Negli ultimi anni del governo transizionale, i paesi occidentali hanno addestrato le forze di sicurezza somale.
Nel 2012 gli eserciti di Kenya, Etiopia e Uganda hanno affiancato l'esercito somalo nella liberazione delle città sotto il controllo dei miliziani di Al-Shabaab

### Fino alla guerra civile
Al momento dell'indipendenza, nel 1960, la Somalia possedeva un esercito piccolo e armato alla leggera, i cui ufficiali erano stati addestrati in Italia, Gran Bretagna ed Egitto. Progressivamente questa forza venne espansa e modernizzata, fin quando l'Esercito nazionale somalo (Somali National Army, SNA) fu testato per la prima volta in battaglia nel 1964, quando le tensioni con l'Etiopia sul controllo della regione etiope dell'Ogaden, abitata in prevalenza da somali, sfociò in scontro militare aperto. Il 16 giugno 1963 circa 3000 insorti somali accesero una rivolta nella città etiope di Hodayo, dopo che l'Imperatore Hailé Selassié aveva rifiutato la loro richiesta di concedere all'Ogaden il diritto all'autodeterminazione. Inizialmente il governo somalo non sostenne i rivoltosi, ma quando nel gennaio del 1964 Hailè Selassiè inviò rinforzi nella regione, le forze somale iniziarono a fornire assistenza agli insorti lanciando attacchi di terra e aerei lungo il confine. In risposta l'aeronautica etiope sferrò attacchi lungo le sue frontiere sudoccidentali contro la zona a nord-est di Belet Uen e contro Gallacaio. Il successivo 6 marzo i due paesi si accordarono su un cessate il fuoco, e alla fine del mese firmarono a Khartum, capitale del Sudan, un accordo che prevedeva il ritiro delle truppe dai confini e la cessazione della propaganda ostile. Contestualmente iniziarono le trattative di pace, e la Somalia ritirò il proprio supporto agli insorti.
Durante il vuoto di potere, seguito all'assassinio del 2º Presidente della Somalia Abdirashid Ali Shermarke, le forze armate attuarono un colpo di Stato il 21 ottobre 1969 (il giorno dopo i funerali di Shermarke) e presero il potere. A organizzare e dirigere l'operazione fu il Comandante in Capo dell'Esercito nazionale somalo, il generale Siad Barre, che si insediò come Presidente del Consiglio Supremo Rivoluzionario nel nuovo governo nazionale.
La denominazione dello Stato fu cambiata in Repubblica Democratica Somala e nel 1971 Barre annunciò l'intenzione del regime di eliminare progressivamente il controllo militare per dare spazio a un governo civile.

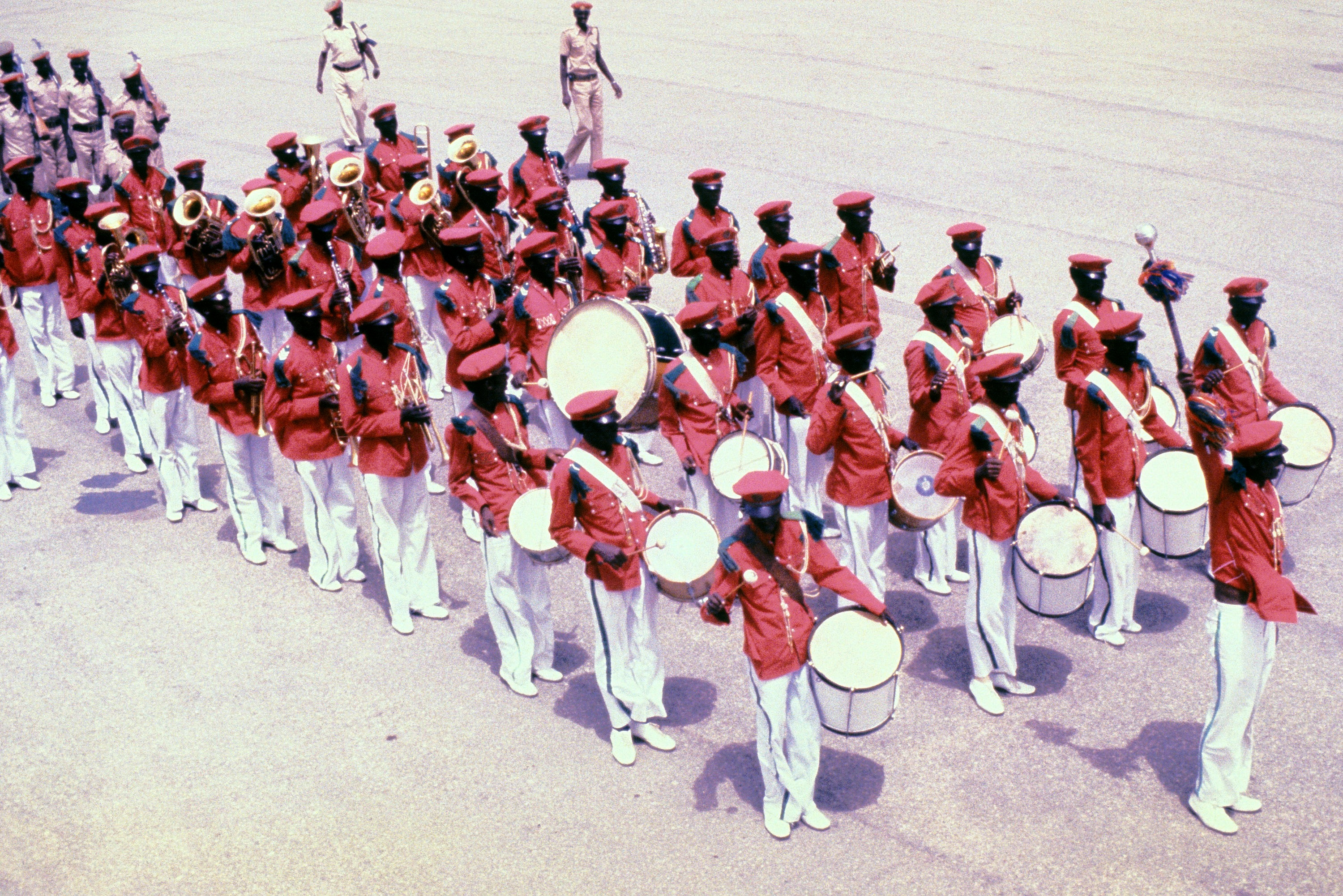
Banda musicale delle Forze Armate Somale, 22 agosto 1983

Nel 1977 le forze armate somale furono impegnate nella Guerra dell'Ogaden, finalizzata a sottrarre la regione all'Etiopia e annetterla alla Somalia per realizzare la Grande Somalia. Guidato da comandanti come il colonnello e futuro generale Abdullahi Ahmed Irro, il SNA invase l'Ogaden e riportò inizialmente dei successi, catturando gran parte della regione. La guerra terminò bruscamente con la vittoria etiope a causa dell'appoggio politico e soprattutto logistico dell'Unione Sovietica, che appoggiò il neonato governo comunista etiope, il Derg, fornendo aiuti, armi e addestramento; inoltre, circa 15.000 soldati cubani intervennero in sostegno dell'Etiopia. Nel 1978 le forze somale furono completamente scacciate dall'Ogaden.

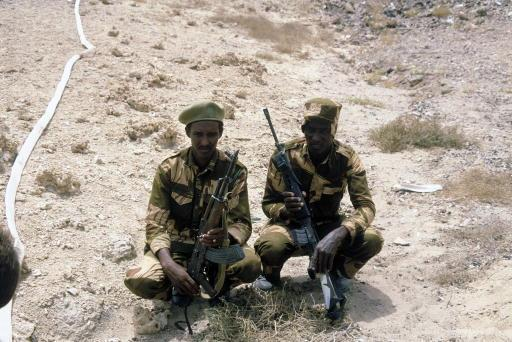
Soldati somali, 1983

A causa del supporto sovietico all'Etiopia, Siad Barre iniziò a cercare alleati altrove, e si schierò dalla parte degli Stati Uniti.
I rapporti di amicizia, prima con l'Unione Sovietica e successivamente con gli Stati Uniti, permisero alla Somalia di Barre di costruire il più grosso esercito di tutta l'Africa.
Parallelamente all'esercito, la Somalia di Barre sviluppò anche la Marina e, soprattutto, l'Aeronautica.
Questa crescita della potenza militare coincise con la nascita dei primi movimenti di opposizione al regime di Barre, spesso su base tribale, come il Movimento Nazionale della Somalia (Somali National Movement, SNM), guidato dalla cabila Isaaq. Ma spesso queste organizzazioni di dissidenti erano guidate da ufficiali dell'Esercito Nazionale. Ne sono esempi il Fronte Democratico per la Salvezza della Somalia (Somali Salvation Democratic Front, SSDF) la cui base era la cabila dei Migiurtini ed era capitanato dal futuro Presidente somalo Abdullahi Yusuf Ahmed, ex colonnello ed eroe nella guerra dell'Ogaden, e soprattutto il Congresso della Somalia Unita della cabila Hauia, guidato dal generale Mohammed Farah Aidid.
Lo sforzo di queste formazioni era volto a destabilizzare il regime e ci riuscirono, dando inizio a una sanguinosa rivolta armata contro le forze governative, che si risolse nella cacciata di Siad Barre, fuggito dalla Somalia il 26 gennaio 1991.
Con la deposizione di Barre iniziò la Guerra civile in Somalia, che fece cadere la Somalia nel caos, in assenza completa di un governo centrale e di strutture istituzionali. Le Forze armate somale si disintegrarono rapidamente e nel vuoto di potere conseguitone il controllo sul paese fu conteso tra vari signori della guerra.

### Stato attuale
Nel 2004 nacque il Governo federale di transizione e il suo Presidente Abdullahi Yusuf Ahmed pose subito tra i suoi obiettivi la ricostituzione delle Forze Armate. Dopo la sconfitta dell'Unione delle corti islamiche, avvenuta tra dicembre 2006 e gennaio 2007, fu raggiunto un accordo tra il governo e i signori della guerra per il disarmo delle milizie e per permettere ai miliziani che volessero di entrare nel nuovo esercito somalo. Nel 2009 la Somalia ha completato la ricostruzione dell'Esercito e della Polizia, e ha anche iniziato a ricostituire l'Aeronautica e la Marina. Il ripristino di queste ultime procede ancora oggi e con una considerevole velocità.
Nell'ottobre 2011 è iniziata l'Operazione Linda Nchi, un'operazione militare coordinata degli eserciti di Somalia e Kenya finalizzata a contrastare l'organizzazione terroristica islamica Al-Shabaab, gruppo di insorti che tra il 2009 e il 2010 aveva preso il controllo di buona parte della Somalia meridionale. L'operazione è guidata dall'Esercito somalo, mentre quello keniota svolge un compito di supporto Nel giugno 2012, le truppe keniote furono formalmente integrate nell'AMISOM.
Il 12 settembre 2012 viene eletto dal parlamento un nuovo governo con a capo Hassan Sheikh Mohamoud.
Il 15 novembre 2021 il Consiglio di sicurezza delle Nazioni Unite ha adottato la risoluzione 2607 (2021), che rinnova l'embargo sulle armi nei confronti della Somalia.

## Economia

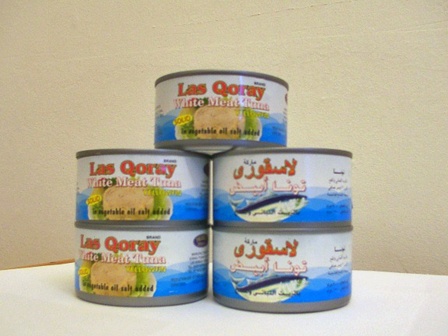
Scatolette di tonno di marca Las Qhoray prodotte a Las Gorei, Somalia.

La Somalia è uno dei paesi più poveri del mondo; in sostanza, essa dipende quasi totalmente dagli aiuti umanitari. Nel 2001 l'indice di sviluppo umano (ISU) calcolato dal National Human Deplovment Report, è stato di 0,284; questo dato posiziona la Somalia tra le 5 nazioni meno sviluppate nel mondo. Tuttavia non ci sono stime aggiornate. Sono presenti sul territorio anche alcuni piccoli giacimenti di petrolio.
L'ISU ha comunque fatto registrare un lieve miglioramento negli ultimi anni. L'economia si basa soprattutto sull'allevamento nomade e sulla produzione agricola. Le rimesse degli emigranti che giungono in Somalia ogni anno vanno dai 300 ai 500 milioni di dollari.

### Trasporti

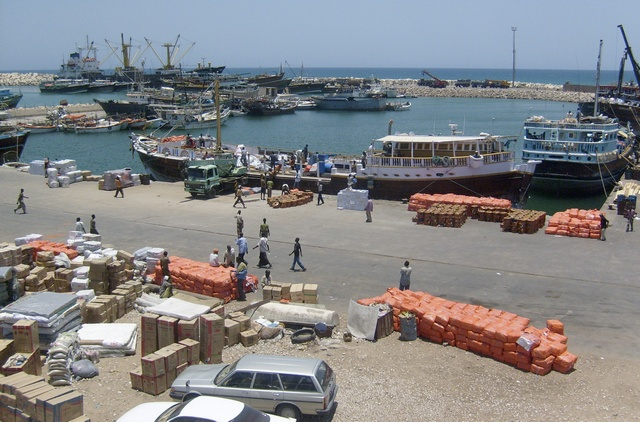
Porto di Bosaso nel 2008

Il 50% circa dei somali ha mantenuto il tradizionale stile di vita nomade e il dromedario come principale mezzo di trasporto. I trasporti su ruote non sono, di conseguenza, molto sviluppati. Complessivamente, la rete stradale conta circa 22.100 chilometri (dati 1996) di cui solo 2 608 chilometri sono asfaltate. Non esistono autostrade, né ferrovie.
La compagnia aerea nazionale è stata la Somali Airlines dal 1964 fino al 1991 con lo scoppio della Guerra Civile Somala. Lo scalo principale è l'Aeroporto Internazionale Aden Adde di Mogadiscio.

### Turismo
Il paese dispone certamente di risorse che potrebbero essere valorizzate, come le grandissime spiagge bianche sull'Oceano Indiano, l'ambiente incontaminato delle isole Bagiuni e le vaste distese di savana. Con la fine del conflitto nel 2011-2012 molti turisti, provenienti soprattutto dalle comunità somale all'estero, sono tornati nel paese e allo stesso tempo si è registrata una piccola presenza di turisti occidentali nel nord della Somalia.

## Comunicazioni
La partecipazione dei somali a internet è in costante aumento, prevalentemente da parte dei somali espatriati all'estero. I siti internet somali, che fino a qualche anno fa erano una ventina, sono diventati parecchie centinaia, a dispetto della scomparsa della Somalia dalla scena internazionale.
La maggior parte dei siti somali sono in lingua somala e inglese, ma non è raro trovare siti o pagine in arabo o in italiano. Oltre all'attualità trovano molto spazio le sezioni dedicate alla letteratura e alla poesia somala. Anche la tradizione orale somala è molto presente in internet, in particolare grazie a YouTube o all'uso di file audio.
Nonostante la difficile situazione interna operano alcune emittenti, fra le quali spicca per tradizione e seguito Radio Mogadiscio.

## Ambiente

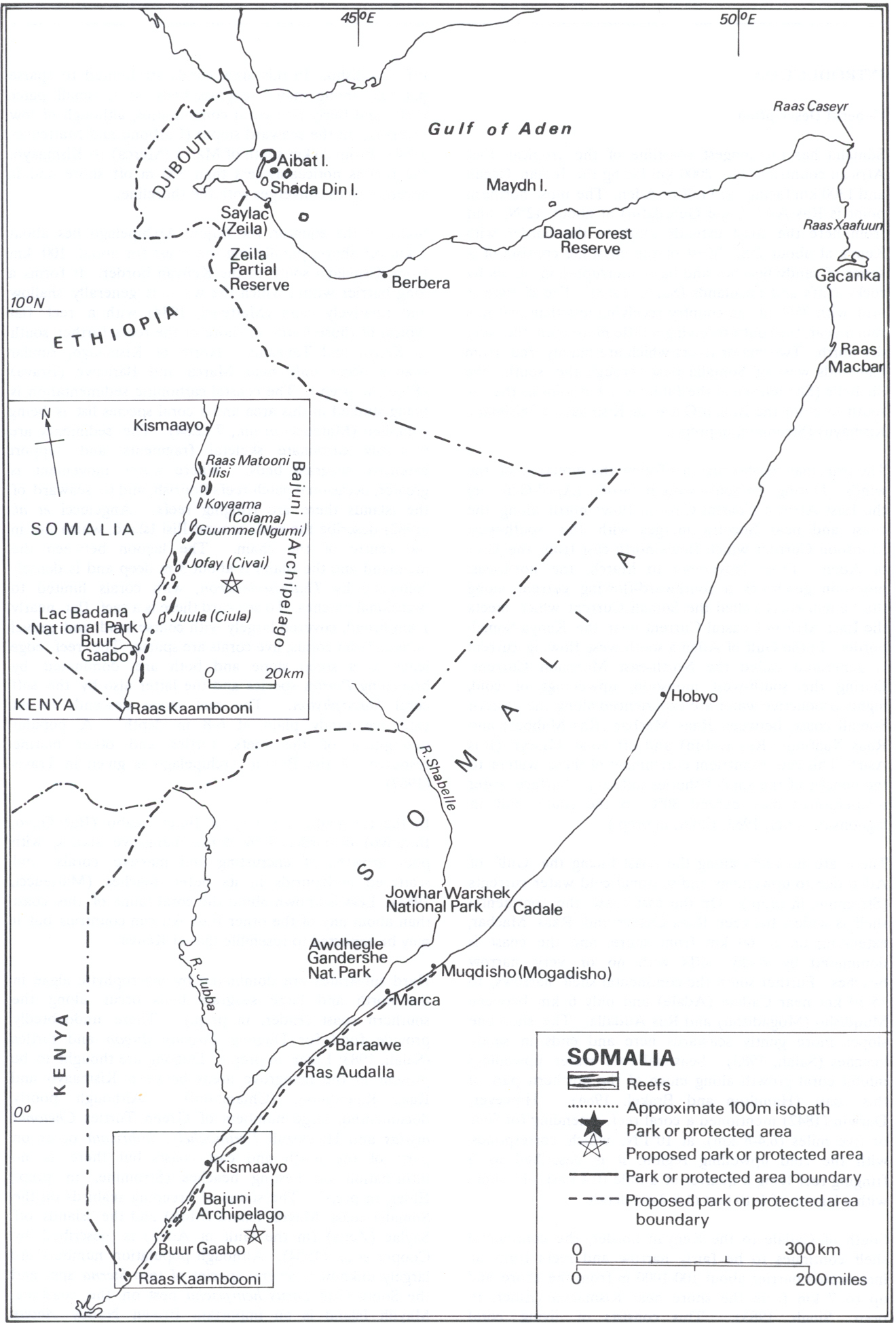
Estensione delle barriere coralline e delle aree protette della Somalia.

Solo lo 0,3% del territorio appartiene formalmente ad aree naturali protette, ma non esiste un reale controllo ambientale.

### Rifiuti tossici
La Somalia, come altri stati del terzo mondo come Haiti e Mozambico, è stata utilizzata da gruppi criminali come discarica di rifiuti speciali e scorie radioattive estremamente pericolosi e altrettanto costosi da smaltire legalmente. Svariati rifiuti pericolosi furono gettati in mare al largo delle coste somale e centinaia di essi, dopo lo tsunami del 2005 (anno dal quale si diffusero patologie riconducibili all'inquinamento), si arenarono sulle spiagge del paese, mentre altri furono probabilmente seppelliti nelle fondamenta delle costruzioni del programma umanitario italiano per la Somalia.
Secondo un'inchiesta uno di questi gruppi criminali era costituito da alcuni italiani tra i quali l'imprenditore Giancarlo Marocchino, trasportatore e uomo di fiducia dell'esercito italiano a Mogadiscio, Guido Garelli, Ezio Scaglione, ex console onorario della Somalia, e dall'allora presidente somalo Ali Mahdi Mohamed, oltre che come complici vari industriali del Nord Italia. La giornalista italiana Ilaria Alpi e l'operatore di ripresa Miran Hrovatin furono probabilmente uccisi a Mogadiscio perché stavano redigendo un servizio su tali attività. Poche ore prima dell'omicidio effettuarono, a Bosaso, un'intervista a un sultano della zona, Abdullah Moussa Bogor, che parlò della società di pesca italosomala Shifco, azienda della quale lo stato italiano aveva donato dei pescherecci i quali furono usati molto probabilmente anche per il trasporto dei rifiuti oltre che, secondo un'inchiesta del 2003 dell'ONU, per il traffico d'armi tra Monzer al-Kassar e le milizie somale, armi che sarebbero state pagate con permessi per scaricare i rifiuti tossici. Al-Kassar sarebbe stato in contatto con Nickolas Bizzio, imprenditore italo-americano ora residente a Lugano, il quale si sarebbe occupato della facciata legale di un traffico di rifiuti verso il Mozambico e di andare a cercare i rifiuti tossici stabilendo contatti con gli Stati Uniti.

## Cultura

### Cucina
La cucina della Somalia, che varia da regione a regione, è una combinazione di diverse influenze culinarie. È il prodotto della ricca tradizione commerciale della Somalia. Nonostante la varietà, un elemento unisce le varie tradizioni culinarie regionali: tutto il cibo viene servito halal. Non ci sono quindi piatti di carne di maiale, l'alcool non viene servito, non viene mangiato nulla che contenga sangue. Il Qaddo ovvero il pranzo è spesso assai elaborato.
Diverse varietà di "bariis" (riso), il più popolare è probabilmente quello basmati, di solito fungono da piatto principale. Vengono utilizzate diverse spezie tra cui il cumino, il cardamomo, i chiodi di garofano, la cannella e la salvia per aggiungere aromi ai diversi piatti di riso. I somali servono la cena non prima delle 21:00. Durante il Ramadan, la cena viene spesso servita dopo la preghiera Tarawih; a volte anche alle 23:00.
'Xalwo' (halva) è un dolcetto popolare consumato nei giorni di festa, come le celebrazioni di Eid o i ricevimenti di nozze. È composto da amido di mais, zucchero, polvere di cardamomo, polvere di noce moscata e burro chiarificato. Talvolta vengono aggiunti anche arachidi per migliorarne la consistenza e il sapore. Dopo i pasti, le case vengono tradizionalmente profumate usando franchincenso (lubaan) o l'incenso (cuunsi), che viene preparato all'interno di un bruciatore di incenso chiamato dabqaad.

### Musica
La Somalia ha un ricco patrimonio musicale incentrato sul folklore tradizionale somalo. A prima vista, la musica somala potrebbe essere confusa con quella delle regioni vicine come l'Etiopia, il Sudan o la penisola arabica, ma fondamentalmente è riconoscibile dai suoi brani e stili unici. Le canzoni somale sono generalmente il prodotto della collaborazione tra parolieri (midho), cantautori (laxan) e cantanti (codka o "voce"). Il rapper K'naan, che ha cantato la canzone Wavin’ Flag per i Mondiali di Calcio 2010, è somalo ma naturalizzato canadese.

### Letteratura
Gli studiosi somali hanno prodotto per secoli numerosi esempi notevoli di letteratura islamica che vanno dalla poesia all'Hadith. Con l'adozione dell'alfabeto latino nel 1972 come ortografia standard della nazione, numerosi autori somali contemporanei hanno anche pubblicato romanzi, alcuni dei quali hanno ricevuto consensi in tutto il mondo. Di questi scrittori moderni, Nuruddin Farah è il più celebre. Libri come From a Crooked Rib e Links sono considerati importanti opere letterarie, che hanno valso a Farah, tra gli altri riconoscimenti, il premio internazionale Neustadt per la letteratura del 1998. Faarax M.J. Cawl è un altro eminente scrittore somalo famoso per il suo romanzo scritto durante l'era Derviscio, Ignorance is the enemy of love.

## Sport
La Somalia ha partecipato alle Olimpiadi estive negli anni 1972, 1984, 1988, 1996, 2000, 2004, 2008, 2012.
Benché il risultato sportivo sia stato negativo (arrivò ultima nella sua batteria di qualificazione), ha avuto una certa risonanza il caso di Samia Yusuf Omar, che corse i 200 metri piani ai Giochi olimpici di Pechino 2008 e attirò l'attenzione del pubblico e della stampa. La vita dell'atleta, morta nel 2012 a seguito del naufragio dell'imbarcazione con la quale cercava di raggiungere l'Italia, è protagonista del romanzo Non dirmi che hai paura di Giuseppe Catozzella.
L'atleta somalo più decorato è il mezzofondista Abdi Bile, che nella specialità dei 1500 metri piani ha vinto la medaglia d'oro ai Mondiali di atletica leggera di Roma 1987 e il bronzo ai Mondiali di Stoccarda 1993. Di origine somala è il mezzofondista Mo Farah, di nazionalità britannica.

## Tradizioni
Secondo un rapporto UNICEF del 2013 la Somalia si trova ad avere il più alto numero di incidenza di mutilazioni genitali femminili nel mondo (il 98% di tutte le donne del paese).

## Ricorrenza nazionale
- 1º luglio, Giorno dell'indipendenza della Somalia: commemora l'unione nel 1960 del territorio della Somalia italiana e dello Stato del Somaliland (ex Somalia britannica)

### Libri
- (EN) Mark Bradbury, Becoming Somaliland, Londra, Progressio, 2011, ISBN 978-0-253-35178-4.
- (EN) Bronwyn E. Bruton, Somalia: A New Approach, New York-Washington, Council on Foreign Relations Press, 2010, ISBN 978-0-87609-473-0.
- (EN) Simon Charnan, Explorers of the Ancient World, Chicago, Children's Press, 1990, ISBN 0-516-03053-1.
- (EN) Christine El Mahdy, Egypt: 3000 Years of Civilization Brought to Life, Vancouver, Raincoast Books, 2005, ISBN 978-1-55192-879-1.
- (EN) Mariam Arif Gassem, Somalia: clan vs. nation, Mogadiscio, n/a, 2002, ISBN non esistente.
- (EN) Stefan Goodwin, Africa's legacies of urbanization: unfolding saga of a continent, Lanham, Lexington, 2006, ISBN 978-0-7391-3348-4.
- (EN) Susan M. Hassig, Zawiah Abdul Latif, Somalia, Singapore, Marshall Cavendish, 2007, ISBN 978-0-7614-2082-8.
- (EN) John Kenrick, Phoenicia, Londra, B. Fellowes, 1855, ISBN non esistente.
- (EN) Helen Chapin Metz, Somalia: A Country Study, Washington, Biblioteca del Congresso, 1992, ISBN 978-0-8444-0775-3.
- (EN) Suzanne Richard, Near Eastern Archaeology: a Reader, Winona Lake, Eisenbrauns, 2003, ISBN 1-57506-083-3.
- (EN) Peter Robertshaw, A History of African archaeology, Melton, James Currey Publishers, 1990.
- (EN) Jeanne Rose, The aromatherapy book: applications & inhalations, Berkeley, North Atlantic Books, 1992, ISBN 978-1-55643-073-2.
- (EN) Said Sheikh Samatar, Oral Poetry and Somali Nationalism, Cambridge, Cambridge University Press, 1982, ISBN 0-521-23833-1.
- (EN) Kevin Shillington, Encyclopedia of African History, n/a, CRC Press, 2004, ISBN 978-1-57958-245-6.
- (EN) Joyce Tyldesley, Hatchepsut: the female pharaoh, Londra, Penguin Books, 1998, ISBN 0-14-024464-6.
- (EN) Eric Herbert Warmington, The Commerce Between the Roman Empire and India, Cambridge, Cambridge University Press, 1928, ISBN non esistente.
- (EN) The World and its peoples: Africa, North and East, New York, Greystone Press, 1967, ISBN non esistente.
- (EN)  The World Trade in Sharks: A Compendium of TRAFFIC's Regional Studies|anno = 1996
- (IT) Arnaldo Mauri (1971), Somalia, G. Dell'Amore (a cura di), I sistemi bancari dei paesi africani, Vol. 1, Edizioni Finafrica, pp. 235–243.
- Matteo Guglielmo, Somalia: le ragioni storiche del conflitto, Pavia, Edizioni Altravista, 2008, ISBN 978-88-95458-07-6.
- Giuseppe Catozzella, Non dirmi che hai paura, Milano, Edizioni Feltrinelli, 2014
- Luigi Robecchi Bricchetti, Somalia e Benadir, Carlo Aliprandi, 1899.

### Pubblicazioni
- (EN) Steven A. Brandt, Early Holocene Mortuary Practices and Hunter-Gatherer Adaptations in Southern Somalia, in World Archaeology, vol. 20, n. 1, Londra, Routledge, 1988, ISSN 0043-8243 (WC · ACNP).
- (EN) Neville Chittick, An Archaeological Reconnaissance of the Horn: The British-Somali Expedition 1975, in Azania, vol. 11, Nairobi, British Institute in Eastern Africa, 1976, ISSN 0067-270X (WC · ACNP).
- (EN) Henry Seton-Karr, Prehistoric Implements From Somaliland (TXT), in Man, vol. 9, n. 106, Londra, Royal Anthropological Institute of Great Britain and Ireland, 1909, ISSN 0025-1496 (WC · ACNP).
- (EN) n/a, n/a, in Mariner's Mirror, vol. 66-71, Greenwich, Society for Nautical Research, 1984, ISSN 0025-3359 (WC · ACNP).
- (EN) n/a, n/a, in The Missionary Review of the World, vol. 23, New York, Funk & Wagnalls, 1900, ISSN non esistente.
- (EN) n/a, Mr. J. M. Hildebrandt on his Travels in East Africa, in Proceedings of the Royal Geographical Society of London, vol. 22, Londra, Stanford Ltd., 1878, ISSN 1478-615X (WC · ACNP).
- Matteo Guglielmo, Il conflitto in Somalia. Al-Shabaab tra radici locali e jihadismo globale, in Documenti IAI, vol. 11, Roma, Istituto Affari Internazionali, 2011, ISSN 2280-6164 (WC · ACNP).